# Al-Jabbul
Al-Jabbul (tiếng Ả Rập: الجبول) là một ngôi làng Syria ở Tỉnh Aleppo ở phía bắc Sabkhat al-Jabbul. Các thành phố cũ của Gabula sử dụng để lưu trữ các Tu viện St. Isaac (tiếng Syriac: ܕܝܪܐ ܕܡܪܝ ܐܝܣܚܩ, đã Latinh hoá: Dayro d-Mor Isḥaq).